# El emperador Carlos V con un perro
El emperador Carlos V con un perro es un retrato de cuerpo entero pintado al óleo por Tiziano, quien podría haberlo pintado en Bolonia, donde el emperador permaneció entre el 13 de diciembre de 1532 y el 28 de febrero de 1533. El cuadro se conserva en el Museo del Prado de Madrid, donde ingresó procedente de la colección real.

## Descripción
Tradicionalmente se ha considerado como una copia del retrato de Carlos V pintado en Bolonia en 1532 por Jacob Seisenegger por encargo de Fernando, hermano del emperador, conservado actualmente en el Kunsthistorisches Museum de Viena. De la versión de Tiziano no hay documentación antigua ni se conocen las circunstancias del encargo, aunque se indica que percibió 500 ducados por él.

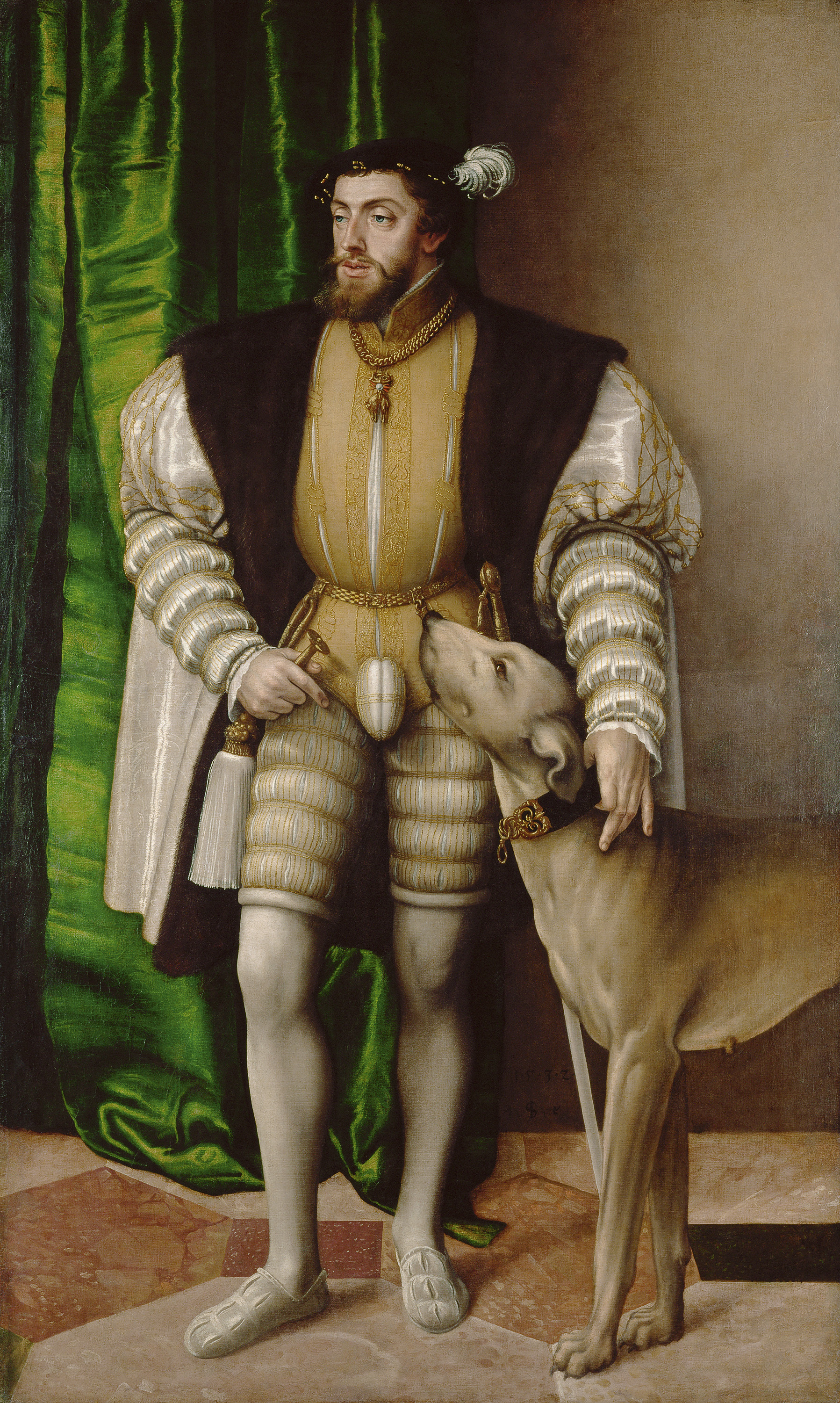
Original de Jacob Seisenegger en Viena.

A algunos críticos ha causado extrañeza que un maestro como Tiziano copiase la obra de un mediocre pintor. Así, para Ferino-Pagden la relación entre los dos cuadros sería la inversa de la que se ha venido sosteniendo, observando que los análisis hechos con rayos X revelan en el cuadro de Seisenegger un dibujo subyacente muy preciso, lo que demostraría la existencia de un modelo previo que el pintor austriaco siguió hasta en los más mínimos detalles, en tanto las radiografías del Carlos V de Tiziano muestran numerosas variaciones hechas sobre la marcha. El tratamiento de las joyas y de las telas indicarían también que Seisenegger pintó su retrato sin tener delante al modelo y sin conocer los objetos que pintaba, como la cadena de la que pende el toisón de oro, carente de gravedad en el ejemplar de Seisenegger. En sentido contrario, se advierte que la documentación existente avala la precedencia del retrato de Seisenegger, enviado por Fernando a Bolonia para retratar al emperador. Detalles como el perro, en realidad una perra como se advierte en la versión de Seisenegger, al que alude el pintor en una carta a Fernando indicando que era de raza inglesa, demostrarían que Seisenegger tuvo efectivamente la oportunidad de retratar al emperador del natural.
En cualquier caso, Tiziano introdujo sutiles variaciones con las que logró un resultado muy distinto del alcanzado por Seisenegger, estilizando la figura del emperador al prescindir del detallado enlosado de Seisenegger y colocar más baja la línea del horizonte, a la vez que traía al emperador al primer plano para ganar en monumentalidad sin detrimento del espacio, agrandado al desplazar la cortina a un lado y dejar libre el espacio entre las piernas. También idealizó el rostro, dotándolo de mayor vida al reducir el prognatismo del original y levantar los párpados, que en la versión de Seisenegger caían hasta la mitad de los ojos. Por último, y gracias a un uso más matizado del color, logró efectos atmosféricos inexistentes en su modelo, que en muchos aspectos mejoró.